# Dagó
Dagó (en grec Δαγών -ῶνος Dagṓn -ṓnos, derivat de l'arrel semítica dag, que significa, peix petit) era un déu filisteu del mar. Tot sembla indicar que Dagon era el Dagan ugarític. En ugarític, Dagan seria dgn (probablement es vocalitza com Dagnu) i en accadi com Dagana. El culte a Dagan era propi dels amorreus del segle xxii aC. Dos segles després es va difondre entre assiris i babilonis. A Canaan, era déu dels cereals i se'l designava amb l'apel·latiu Il (El), que vol dir déu.
Tots els estudiosos estan d'acord que tant el nom com el culte de Dagó es van importar de Babilònia.
El seu nom apareix en Hebreu com דגון i se li deia Dagan, paraula relacionada amb dag, peix, cosa que va motivar l'errònia interpretació de Dagan (déu dels cereals) com a déu peix. Atès que El era l'apel·latiu amb què es designava per antonomàsia al déu Dagan o dels cereals, entre els fenicis i sidonis la deïtat suprema El seria identificada amb Dagon.
És esmentat en la Bíblia, quan parla del déu Dagó al qual van rendir culte en el temple d'Asdot (Primer llibre de Samuel 5, 1-7), o ocupant el seu temple com banys públics.
És possible que el nom que s'hagi utilitzat per denominar a tres déus diferents: un Ben Dagó, que apareix en els primers texts ugarítics en lluita contra el déu Baal; un segon Dagan, déu sumeri de la fertilitat, venerat per tot l'Orient Antic, i, finalment, a Fenícia, Dagó un déu marí, un ésser mig home i mig peix. La possible confusió pot ser originada per una etimologia dubtosa. La paraula caldea dagan es tradueix per 'gra', 'blat' o 'llavor' i si es derivés de l'hebreu antic dag, significa 'peix'.
D'acord amb la interpretació que es creu més probable, Dagó era descrit amb cara i mans, i una part del seu cos era semblant a un peix, "el tronc de Dagó" (versicle 4). Del text de la Bíblia dels Setanta sembla que també tenia peus, encara que l'edició Swete dona a aquest punt una lectura diferent. En la traducció grega aquesta frase es mostra amb les característiques de tenir un aspecte de brillantor polit. La descripció de la Bíblia coincideix amb aquella que es pot veure en les monedes de diverses ciutats, filistees o fenícies, en la majoria d'elles Dagó es representa com una figura composta, la part superior del cos és humana, i la inferior és de peix. D'això sembla deduir-se que Dagó era un déu-peix, fet que no sorprèn gens ni mica, ja que sembla haver estat la deïtat principal de ciutats marítimes, com ara Asdod, Gaza (els llocs originals se suposa que estan enterrats sota les dunes de sorra que corren al llarg de la riba), Ascaló, i Arvad. En els monuments, i també probablement en el culte popular, Dagó està associat de vegades amb una deïtat femella també mig peix, Dèrceto o Atargatis, sovint identificades com Astarté.
Alguns especialistes, però, no donen valor a aquestes dades, i consideren que Dagó era el déu de l'agricultura. La seva opinió està basada en la següent afirmació bíblica: "Dagó, és a dir, espiga '[la paraula hebrea per espiga és dagan]. Es pot llegir (a la Præparatio Evangelica 1,6 d'Eusebi de Cesarea) que, segons una llegenda fenícia antiga, Dagó es troba en un segell que té certs senyals simbòlics amb una provisió de blat (la qual cosa el relaciona amb l'agricultura). "Dagó, després de descobrir el blat i l'arada, va ser anomenat Zeus de l'arada" (2, 16).
Apareix escrit en caràcters fenicis el nom de Baal-Dagó però no la imatge d'un peix. Sembla que el possible error és a causa d'una equivocació en el nom.
És possible qüestionar si aquests arguments tenen més valor que els que suporten l'altra opinió; per als qui accepten la interpretació etimològica bíblica els sembla que el possible error és a causa d'una equivocació en el nom. També es podria admetre que en el transcurs del temps, al llarg de la riba mediterrània, es va desenvolupar una concepció i representació doble de Dagó com a resultat de la suposada doble derivació del nom.
A més, com que en hebreu se l'anomenava Dagan, paraula relacionada amb dag (peix), això hauria motivat l'errònia interpretació de Dagan (déu del cereal) com déu-peix.
La situació religiosa de Canaan era complexa tant per la influència estrangera com per l'adaptació a la vida sedentària de les tribus semítiques que van ocupar el país, cosa que va produir una superposició de cultes relacionats amb l'agricultura juntament amb un panteó primitiu propi de les tribus anteriors.
El panteó cananeu estava presidit per Il (El) (literalment, déu), déu degà dels nòmades i, per tant, amb funcions eminentment ètiques i socials. És descrit com tolerant i benigne: rep els títols de «Pare dels déus», «rei», «pare dels homes», «creador de les criatures», «amable», «misericordiós» i «bou».
Reduït a un otium cum dignitate, de la seva primitiva potència creativa simbolitzada pel toro no li queda en els textos ugarítics més que el fet de crear l'estel del matí Sahar i vespertí Sglm al costat dels anomenats «déus graciosos i bells». Baal era el seu fill.
Per a alguns, Il era l'apel·latiu amb què es designava per antonomàsia el déu Dagan o dels cereals. El culte a Dagan era propi dels amorreus del segle XXII aC. Cap a finals del segle xxi aC els elamites van ocupar la regió assiriobabilònica, van destruir els temples i, quan van reconstruir les ciutats, ho van fer amb el "beneplàcit dels déus". Des de llavors, entre els assiris el déu Dagan s'equiparava al déu primigeni Anu.
Entre els fenicis i sidonis, la deïtat suprema era l'equivalent de Dagó. I atès que a Dagó el consideraven "pare de Baal" queda encara més evident l'equivalència.
Un fill d'ell (Melqart) era el déu de Tir i sovint era anomenat el Baal de Tir. Un notable servidor d'El Baal va ser el rei de Sidó: Ethba'al. La Bíblia relata que Acab, rei d'Israel, es va casar amb Jezabel filla d'Ethba'al, el rei dels sidonis i servidor d'El Baal' (1 Reis 16:31). El culte d'aquest déu va ser prominent a Israel fins al regnat de Jehú, qui el va anul·lar (2 Reis 10:26).
El vedell d'or adorat pels hebreus va poder estar inspirat en el toro del déu El (Il), però atès que Baal també estava representat per un bou jove, probablement s'arribaria a una confusió d'ambdós déus.
Les cartes de Tell el-Amarna (aproximadament 1480-1450 aC) que han aportat els noms de Yamir-Dagan i Dagan-Takala, governants d'Ascaló, donen testimoni de l'antiguitat del culte a Dagó entre els habitants de Filistea. Sabem per la Bíblia que la deïtat tenia temples a Gaza (Jutges, 16, 21, 23) i Asdod (I Samuel 5, 1-7). Suposem que van existir temples igualment en altres ciutats filistees. El culte a Dagó sembla que s'havia estès fins i tot més enllà dels confins de la seva confederació. El testimoni dels monuments és positiu per a la ciutat fenícia d'Arvad, més encara, el Llibre de Josuè esmenta dos pobles anomenats Bet Dagó, un al territori de Judà (Josuè 15, 41), i l'altre a la frontera d'Aser (Josuè 19, 27); Josep també parla d'un Dagó "més enllà de Jericó" (Antiq. Jud., XIII, 8, 1; De Bel. Jud. I, 2, 3): tots aquests noms són anteriors a la conquesta israelita, i, tret que els derivem de Dagan, testimonien una àmplia difusió del culte de Dagó al llarg de Palestina. Aquest culte es va mantenir, si més no en certes ciutats filistees, fins als últims segles aC. Aquest era el cas d'Asdod, el temple de Dagó que hi havia va ser cremat per Judes Macabeu (l Mac.10, 84, 11, 4).
Al contrari dels Baals que, entre els cananeus, eren deïtats essencialment locals, Dagó sembla que era considerat pels filisteus com un déu nacional (I Cròniques 10, 10). A ell li van atribuir el seu èxit en la guerra, li van donar gràcies amb grans sacrificis, davant ell s'alegraren per la captura de Samsó (Jutges 16, 23); al seu temple van portar els trofeus de les seves victòries, l'Arca (I Samuel 5, 1, 2), l'armadura, i el cap de Saül (1 Samuel 31, 9, 10; I Cròniques 10, 10).
Un baix relleu de bronze de treball assiriofenici també suggeriria que Dagó tenia una funció prominent en les doctrines de la mort i la vida futura. Sobre el ritual del seu culte, poc es pot recollir o dels documents o de la Bíblia. Els acords detallats per retornar l'Arca (1 Samuel 5; 6) poden haver estat inspirats més per les circumstàncies que per qualsevol cerimònia del culte a Dagó.
Posteriorment, Dagó seria denominat Baal Hammon pels cartaginesos.

## Influència en la cultura popular

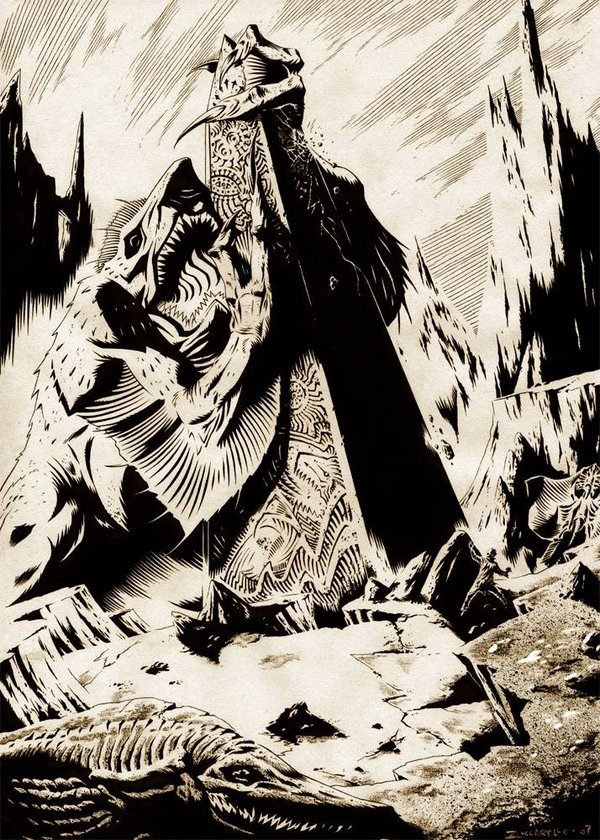
Representació artística de Dagó en els "Mites de Cthulhu".

En temps més moderns, va ser reprès en la literatura de HP Lovecraft donant-li un sentit de déu reprimit que busca governar aquest món novament. Les principals obres en les quals apareix són: Dagon i L'Ombra sobre Innsmouth, on es dona èmfasi a la seva antiguitat anterior a l'existència dels humans. Té una adaptació cinematogràfica anomenada Dagó, la secta del mar, dirigida per Stuart Gordon.